# Karl Hebel
Karl Hebel (* 31. Mai 1923) ist ein ehemaliger deutscher Handballspieler und Handballtrainer.

## Leben
Karl Hebel war von Beruf Polizeibeamter der Freien und Hansestadt Hamburg. Da er sich für den Handballsport interessierte, trat er in den SV Polizei Hamburg ein. Da seine Leistungen im Feldhandball so gut waren, spielte er schon bald in der ersten Mannschaft seines Vereins. In den ersten Jahren nach dem Zweiten Weltkrieg gehörte der SV Polizei Hamburg zu den deutschen Spitzenmannschaften im Feldhandball, der mehrfach um die Deutsche Meisterschaft in dieser Sportart spielte und 1951, 1952 und 1953 Deutscher Meister wurde.
Karl Hebel gehörte stets dieser Meistermannschaft an. So wurde er 1951 mit dem SV Polizei Hamburg in der Besetzung Hebel, Wolfgang Höhns, Carl Boysen, Herbert Bossens, Otto Maychrzak, Wille Behrens, Karl Heinz Weist, Paul Wanke, Werner Vick, Jürgen Isberg und Heinz Singer Deutscher Meister im Feldhandball.
Für diesen Erfolg wurden er und die deutsche Mannschaft von Bundespräsident Theodor Heuss am 1. Dezember 1951 mit dem Silbernen Lorbeerblatt ausgezeichnet.
1954 wurde Hebel dann mit der deutschen Männer-Handballnationalmannschaft bei den Handball-Weltmeisterschaften eingesetzt. Mit der Mannschaft in der Besetzung Harry Kamm, Karl Hebel, Herbert Podolske, Fredi Pankonin, Horst Käsler, Wolfgang Schütze, Markus Bernhard, Bernhard Kempa, Heinrich Dahlinger, Otto Maychrzak, Werner Vick, Adolf Giele und Hinrich Schwenker erkämpften sie sich am 17. Januar 1954 beim Finale in Göteborg nach einem 17:14 gegen die schwedische Mannschaft den 2. Platz und errangen damit die Silbermedaille.
Nachdem sich 1965 die Handballmannschaft des Eimsbütteler TV nach 37 Jahren von ihrem Trainer Arnold Achsel getrennt hatte, übernahm Karl Hebel die freie Stelle des Trainers. Mit ihm zusammen konnten die ETV-Damen ihre Erfolgsbilanz auf insgesamt 10 deutsche Meistertitel im Frauenhandball erhöhen. Nach der Niederlage im ersten Viertelfinalspiel des Hallenhandball-Europapokals 1967/68 gegen Žalgiris Kaunas trennte sich der ETV im Januar 1968 von Hebel, nachdem es zwischen ihm und den Spielerinnen zu unüberbrückbaren Differenzen gekommen war.